# Эйзенштадт, Шмуэль
Шмуэль Ной Эйзенштадт или Айзенштадт (англ. Shmuel Noah Eisenstadt; 10 сентября 1923, Варшава — 2 сентября 2010 Тель-Авив) — американский и израильский социолог, специалист в области сравнительных исследований цивилизаций и общетеоретических проблем развития, революции и модернизации.

## Биография
Родился в семье Михаила Айзенштадта и Розы Борухин. В начале 1930-х с овдовевшей матерью переселился в Иерусалим. В 1940 году поступил в Еврейский университет, окончил факультет социологии.
В 1959—1990 годах — профессор социологии Еврейского университета. Преподавал также в Чикаго, Гарварде, Стэнфорде, Цюрихе, Берне, Вене, Гейдельберге.

## Научные интересы
Основная область занятий — сравнительное исследование цивилизаций Запада и Востока в контексте перехода от традиционных обществ к модерным. В этом смысле его интересуют проблемы инициативных групп и протестных движений, вносящих идеи социальных перемен, механизмы институционализации и воспроизводства изменений, в том числе — от поколения к поколению.
Эйзенштадт как социолог сложился под воздействием структурного функционализма, одним из его преподавателей был Эдвард Шилз. Он развивал идеи Макса Вебера о харизме и её роли в становлении социальных институтов, представления Карла Ясперса об осевом времени.

## Вклад в политическую теорию
Работы Эйзенштадта по проблематике модернизации способствовали тому, что другие представители социальных наук отказались от прямого противопоставления современного и традиционного обществ, а также заинтересовались изучением традиционных и переходных обществ, кризисных явлений в ходе модернизационных процессов.
Эйзенштадт дал новую жизнь теории модернизации, зародившейся в середине XX в., связывая модернизацию с культурно-историческими особенностями и с последствиями революций в государствах. Шмуэль Эйзенштадт выдвинул концепцию множественной модернизации, в основе которой лежит идея, что модернизация и вестернизация — это не одно и то же, западный образец является лишь одним из вариантов, и модернизации в разных странах и культурах может идти различными путями. Современная цивилизация — это отличный тип цивилизации. Представление о современности как об отличной цивилизации подразумевает, с точки зрения Эйзенштадта, что ядро современности — это кристаллизация и развитие способа или способов интерпретации мира, иных культурных программ, развитие набора или наборов новых институциональных формирований. Эйзенштадт утверждал, что для того, чтобы понять современный мир и объяснить его историю, необходимо понять множественность культурных программ и культурных образцов модернизации.

Модернизация проходила мирным путём, но чаще через путь выливающихся конфликтов и конфронтаций. Важным элементом модернизации стали революции.
«Великие („классические“) революции: Английская, Американская и Французская революции, позднее — Китайская, Русская и Вьетнамская революции, возможно, также другие, такие как, Турецкая революция, изменили мир. Они были тесно связаны с развитием современного мира, современной цивилизации».
Первые революции имели место в христианской цивилизации: европейские в его протестантских и католических проявлениях; Русская — в зоне Восточного христианства. Китайская и Вьетнамская революции произошли в странах конфуцианской цивилизации. Эйзенштадт приходит к выводу, что все эти революции произошли в так называемых «осевых цивилизациях». При этом под осевыми цивилизациями Эйзенштадт подразумевает «те цивилизации, которые кристаллизовались в течение тысячи лет от 500 г. до н. э. до первого века Нашей эры».

## Признание
- 1969 — Ротшильдовская премия
- 1973 — Премия Израиля
- 1988 — премия Бальцана
- 1994 — Премия Макса Планка
- 2001 — Премия Амальфи
- 2005 — премия ЭМЕТ
- 2006 — Премия Хольберга
- Иностранный почётный член Американской академии искусств и наук (1968)
- Иностранный член Национальной академии наук США (1982)[11]
- Почетный доктор Варшавского университета
- Почетный доктор Гарварда

## Избранные труды
- From generation to generation; age groups and social structure (1956)
- The Political System of Empires (1963)
- Essays on comparative institutions (1965)
- Modernization, Protest, and Change (1966)
- Protestant ethic and modernization; a comparative view (1968)
- Post-Traditional society (1972)
- Traditional patrimonialism and modern neopatrimonialism (1973)
- Revolution and the Transformation of Societies (1978)
- Patrons, Clients and Friends: Interpersonal Relations and the Structure of Trust in Society (1984, with Luis Roniger)
- European Civilization in a Comparative Perspective (1987)
- Japanese Civilization — A Comparative View (1996)
- Paradoxes of democracy: fragility, continuity, and change (1999)
- Fundamentalism, Sectarianism, and Revolution: The Jacobin Dimension of Modernity (2004)
- Multiple Modernities: Der Streit um die Gegenwart (2007)

## Публикации на русском языке
- Эйзенштадт, Ш. «Осевая эпоха»: возникновение трансцендентных видений и подъём духовных сословий// Ориентация — поиск: Восток в теориях и гипотезах. — М.: Наука, 1992
- Эйзенштадт, Ш. Конструктивные элементы великих революций: Культура, социальная структура, история и человеческая деятельность // THESIS: Теория и история экономических и социальных институтов и систем. 1993. — Т. 1. Вып. 2. — С. 190—212
- Эйзенштадт, Ш. Культура, религия и развитие в североамериканской и латиноамериканской цивилизациях // Международный журнал социальных наук. — 1993. — № 1
- Эйзенштадт, Ш. Прорывы «осевого времени»: их особенности и происхождение// Современные теории цивилизаций. Вып. 3. — М.: Наука, 1995
- Эйзенштадт, Ш. Новая парадигма модернизации // Сравнительное изучение цивилизаций: Хрестоматия: Учеб. пособие для студентов вузов. / Сост., ред. и вступ. ст. Б. С. Ерасов. — М.: Аспект Пресс, 1998. — С. 470—479. — 556 с. ISBN 5-7567-0217-2.
- Эйзенштадт, Ш. Революция и преобразование обществ: Сравнительное изучение цивилизаций. — М.: Аспект-Пресс, 1999. — 415, [1] с. — ISBN 5-7567-0231-8
- Эйзенштадт, Ш. Срывы модернизации // «Неприкосновенный запас». — 2010. — № 6 (74)